# کمپین مریدیان
کمپین مریدیان (انگلیسی: Meridian Campaign) یک کمپین نظامی بود که از ۳ تا ۶ فوریه سال ۱۸۶۴ و از ویکسبرگ، میسیسیپی تا مریدیان، میسیسیپی در جریان بود. ارتش تنسی (اتحادیه) در این کمپین تحت رهبری ویلیام تکامسه شرمن مشارکت داشت.

## نگارخانه

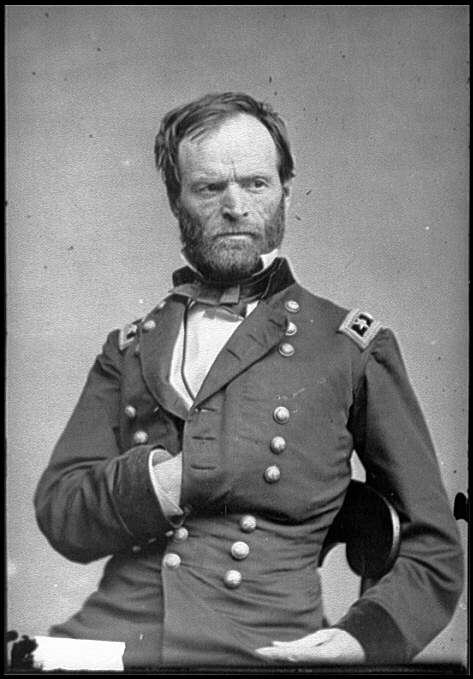
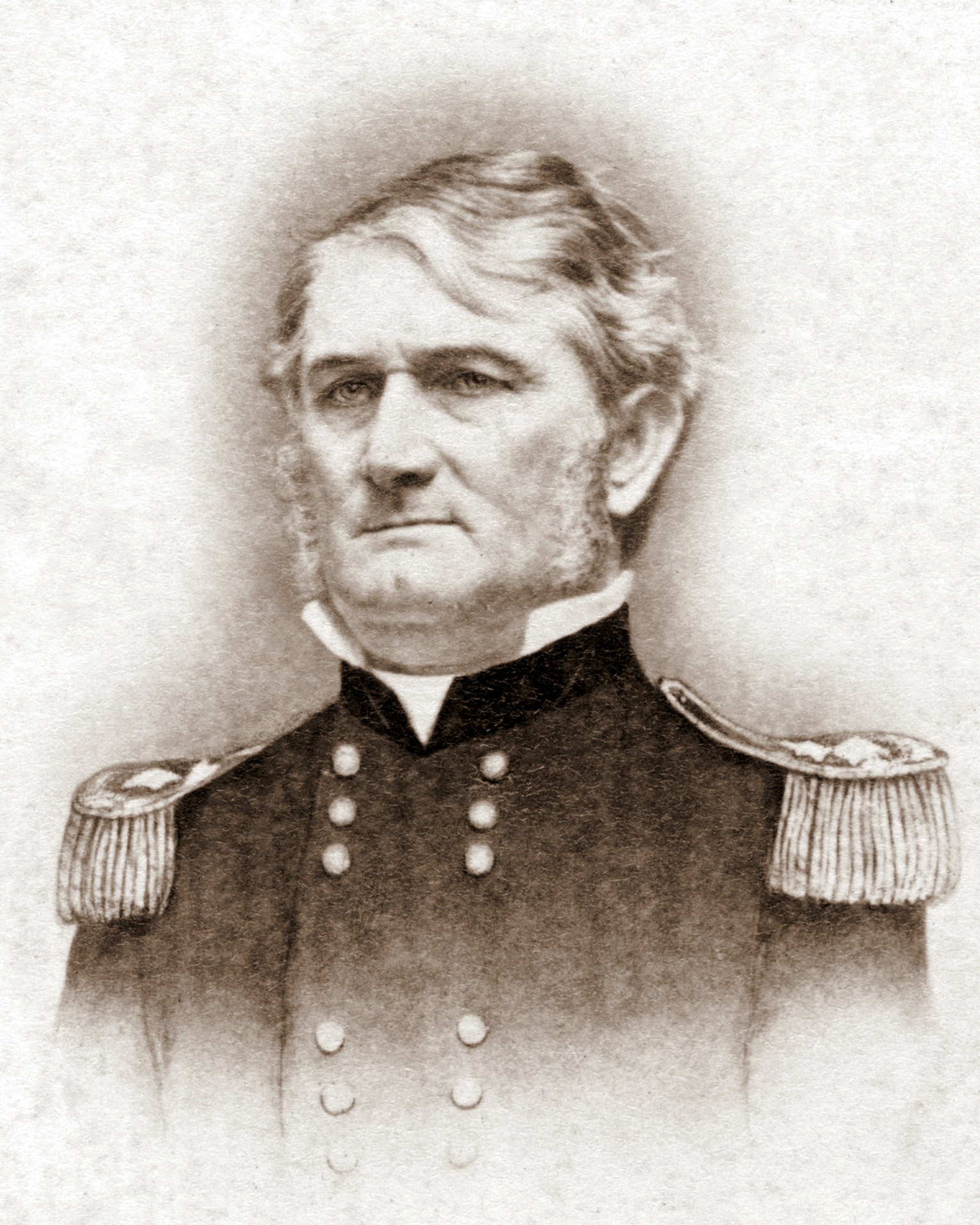